# والتر ولمان
والتر ولمان (بالإنجليزية: Walter Wellman)‏ هو طيار وصحفي أمريكي، ولد في 3 نوفمبر 1858 في منتور في الولايات المتحدة، وتوفي في 31 يناير 1934 في نيويورك في الولايات المتحدة.